# Astral Weeks
Astral Weeks – drugi solowy album pochodzącego z Irlandii Północnej wykonawcy Vana Morrisona wydany w 1968 r. przez wytwórnię Warner Bros. Records. Przedstawiające mieszaninę folku, jazzu, bluesa i muzyki poważnej Astral Weeks zdobyło przychylność krytyków zaraz po wydaniu albumu, a w późniejszym okresie płyta była konsekwentnie wymieniana na listach najlepszych nagrań w historii rocka. W 1995 r. zajęła drugie miejsce na liście pisma Mojo ustępując tylko Pet Sounds The Beach Boys. Natomiast w 2003 r. zajęła 19. miejsce na liście 500 albumów wszech czasów magazynu Rolling Stone. Mimo że Astral Weeks stało się kultowym nagraniem wśród twórców i krytyków to nie doczekało się takiej aprobaty wśród szerszej grupy słuchaczy uzyskując status złotej płyty dopiero w 2001 r.

## Lista utworów
Wszystkie utwory napisane zostały przez Vana Morrisona.
| 1. | "Astral Weeks"            | 7:06  |
|    |                           |       |
| 2. | "Beside You"              | 5:16  |
|    |                           |       |
| 3. | "Sweet Thing"             | 4:25  |
|    |                           |       |
| 4. | "Cyprus Avenue"           | 7:00  |
|    |                           |       |
| 5. | "The Way Young Lovers Do" | 3:18  |
|    |                           |       |
| 6. | "Madame George"           | 9:45  |
|    |                           |       |
| 7. | "Ballerina"               | 7:03  |
|    |                           |       |
| 8. | "Slim Slow Slider"        | 3:17  |
|    |                           |       |
|    |                           | 47:10 |
|    |                           |       |